# Brave (computerspel)
Brave is een computerspel dat ontwikkeld is door Behaviour Interactive en uitgebracht door Disney Interactive Studios op 27 juli 2012 voor OS X, Microsoft Windows, Nintendo DS, PlayStation 3, Wii en Xbox 360. Het spel is gebaseerd op de gelijknamige film. Actrice Kelly Macdonald, die de stem van Merida in de film verzorgde, heeft dat ook voor het spel gedaan. Eerst zou het spel uitgebracht worden door THQ, maar dat is later Disney Interactive Studios geworden.

## Gameplay
Het spel kan als singleplayer en in co-op-modus gespeeld worden. De hoofdspeler bestuurt Merida en de tweede speler een dwaallicht. Het spel bevat een aantal puzzels die opgelost moeten worden met hulp van de drieling en koningin Elinor, die in haar beervorm bestuurbaar is tijdens arenagevechten. Vuur, aarde, lucht en ijs kunnen gebruikt worden om de pijlen van Merida te versterken met een soortgelijk effect, om zo vijanden extra schade toe te brengen.
De PlayStation 3 en Xbox 360 versies hebben een extra modus, genaamd "archery range". Deze modus kan alleen gespeeld worden met behulp van PlayStation Move en Kinect.

## Verhaal
De verhaallijn verloopt hetzelfde als in de film, tot aan het moment waarop Elinor transformeert in een beer en ontsnapt uit het kasteel. Hier begint het spel.
Merida volgt haar moeder het bos in en bereikt de Ring of Stones. Dwaallichten begeleiden haar vervolgens naar een hut van de heks die haar de kracht heeft gegeven. Ze eist van de heks dat ze haar moeder weer gewoon maakt. De heks vertelt dat de vervloekte beer Mor'du een aantal waystones heeft gecorrumpeerd en dat daardoor in het bos vijandelijke wezens tevoorschijn zijn gekomen. De corruptie is inmiddels zo sterk dat ook de kracht van de heks wordt aangetast, waardoor haar krachten onvoorspelbaar worden. Daardoor is haar moeder in een beer veranderd. Als beste boogschutter van het land moet Merida de corruptie tegengaan om haar moeder te kunnen redden.
Tijdens haar reizen komt ze haar jongere broers, de drieling Harris, Hubert en Hamish, tegen, die ook in beren zijn veranderd. Haar moeder verliest steeds meer van haar menselijkheid, doordat de kracht in stand blijft. Nadat de laatste waystone van de corruptie bevrijd is, confronteren Merida en haar moeder de beer. Na een lang gevecht verslaan Merida en haar moeder de beer, waarna haar moeder en de drieling weer terugveranderen in mensen.